# Exarchat patriarcal syriaque catholique de Jérusalem
L'exarchat patriarcal syriaque catholique de Jérusalem (officieusement Jérusalem des syriaques) est un exarchat patriarcal (juridiction pré-diocésaine missionnaire catholique orientale ) de l'Église syriaque catholique ( rite antiochien en syriaque et araméen) pour la Palestine et la Jordanie.
Il dépend directement du patriarche syriaque catholique d'Antioche (dont le siège est à Beyrouth), mais ne fait pas partie de sa province ecclésiastique ou de toute autre province, il dépend à Rome de la Congrégation pour les Églises orientales.
Son siège épiscopal est l'église Saint-Thomas de Jérusalem site du patrimoine mondial en Terre Sainte (Israël / Palestine).

## Histoire
Établi en 1991 comme exarchat patriarcal de Jérusalem (Palestine et Jordanie), sur un territoire (Palestine et (Trans)Jordanie) auparavant sans ordinaire propre de l' Église particulière sui iuris, qui était gouvernée en tant que vicariat patriarcal de Jérusalem des Syriaques.

## Ordinaires
De  rite syriaque occidental.

### Exarques patriarcaux de Jérusalem (Palestine et Jordanie)
- Père Pierre Jaroûë (? - 1820.02.25), plus tard patriarche d'Antioche des Syriaques (Liban) comme Ignace Pierre VII Jaroûë ([1820.02.25] 1828.01.28 - décès 1851.10.16)
- Grégoire Pierre Abdel-Ahad (1991 - 2000), évêque titulaire de Batna des Syriaques (1996.06.29 - 2001.02.16); ancien vicaire patriarcal de Jérusalem (Palestine et Jordanie) des Syriaques (Palestine) (1978 - 1991); plus tard patriarche d'Antioche des Syriaques (Liban) ([2001.02.16] 2001.02.24 - retiré le 25.01.2008) en tant qu'Ignace Pierre VIII Abdel-Ahad, président du Synode de l'Église syriaque catholique (2001.02.24 - 2008.01.25)
- Grégoire Pierre Melki (de) (25 février 2002 - 20 novembre 2019), évêque titulaire de Batna-des-Syriaques (de)
- Camil Ephrem Antoine Samaan (28 mars 2020  - présent)